# جک استیونز (فیلم‌بردار)
جک استیونز (انگلیسی: Jack Stevens؛ ‏ ۲ نوامبر ۱۹۰۳ – ۱۷ ژوئن ۱۹۶۱) فیلم‌بردار بود.
از فیلم‌هایی که وی در آن‌ها نقش داشته‌است، می‌توان به پیامدهای کارهای گذشته، زن ما، ما را ببخشید، بیوهانکز و یک افتضاح حسابی اشاره نمود.